# Alegrense Futebol Clube
L'Alegrense Futebol Clube, noto anche semplicemente come Alegrense, è stata una società calcistica brasiliana con sede nella città di Alegre, nello stato dello Espirito Santo.

## Palmarès
- Campionato Capixaba: 2  2001, 2002